# Потічок (Коломийський район)
Поті́чок — село в Україні, у  Пуківській громаді Івано-Франківської області.
Відповідно до Розпорядження Кабінету Міністрів України від 12 червня 2020 року № 714-р «Про визначення адміністративних центрів та затвердження територій територіальних громад Івано-Франківської області» увійшло до складу Снятинської міської громади.
Село ймовірно отримало назву від однойменної річки Смердючки, що протікає територією цього села. Розташоване повзовж траси, що сполучає містечка Городенка та Снятин. Цю трасу в народі кличуть «цісарською дорогою».

## Географія
Через село тече річка Смердючка, ліва притока Пруту.

## Історія
17.10.1954 облвиконком рішенням № 744 передав хутір Віталію Вольфу з Будилівської сільської ради до Потічківської сільської ради.

## Етнологія

### Етнографічні дані
Село Потічок є відомим своїми піснями, що були записані на польових дослідженнях Олександрою Турянською. Саме ця дослідниця зробила оригінальні записи пісень мешканок села Потічок та додала важливий для етнології опис деяких аспектів життя селян. З вуст Олександри Турянської відомо, що більшість мешканців Потічка є близькими та далекими родичами між собою в силу невеличкої території самого села. Тому в цьому селі й законсервувалися давні звичаї та пісні, що й зберігалися, немов у великій родині, споконвіку. Самі жителі оповідають, що всі вони є нащадками діда-прадіда, у якого було вісімнадцять дітей.

### Пісенна традиція
Записи пісень селян Потічка представлені у збірці під назвою «Етнічна музика України», що була видана київською аудіокомпанією «Atlantic». Всі ці записи були умовно об'єднані в колектив під назвою «Бервін Бервінковії», ймення якого було взяте з перших слів пісні цього колективу: «Не жали бервін — бервінковії..», а також у зв'язку з весільною направленістю пісень цього видання.
Манера виконання є подібною до покутської традиції, проте унікальне поєднання високих народних голосів витворило екзотичну картину відтворення пісенного матеріалу, не подібну до ніяких інших. Справа в тім, що Потічок ніколи не мав керівника «художньої самодіяльності», а співали тут так як і сотні років тому наші пращури — невимушено, природно. Звідси така вільна варіативність та імпровізаційність у мелодиці — виконавиці узгоджували пісню із можливостями власного голосу, а не навпаки.
Збірка налічує 33 пісні, з яких перші три співвідносяться з зимовими обрядами Маланки; наступні три — із Різдвом; наступні шість — гаївки. Наступні (треки 13 — 26) є музикою весільного обряду та розташовані у послідовності самого дійства: шиття вінка, виряджання молодої чи молодого, переспіви свашок, що приїхали по молоду, частування гостей тощо. Останні пісні є побутовими та виконуються без всякого регламенту.

## Населення

### Мова
Розподіл населення за рідною мовою за даними перепису 2001 року:
| Мова       | Кількість | Відсоток |
| ---------- | --------- | -------- |
| українська | 1199      | 99.83%   |
| російська  | 2         | 0.17%    |
| Усього     | 1201      | 100%     |

## Релігія
У селі є церква Воздвиження Чесного Хреста (1907, дерев'яна, ПЦУ).

## Соціальна сфера
- Потічківський навчально-виховний комплекс (загальноосвітня школа І-ІІступенів-садок)[5]
- ФАП[6]

## Відомі люди

### Народилися
- Михайло Филипчук (1955—2016) — український історик, археолог, дослідник Пліснеська.